# Jolly-Scott
Jolly-Scott är en segeljolle som ritades av Pelle Lawner, Göteborg 1959. Den byggdes i marinplywood och har en Gunther rigg med ett segel.
Namnet Jolly Scott Dinghy skapades av Pelle Lawner. Jolly kommer från Lasse Dahlqvists låt när han sjunger Jolly Bob. Ordet Scott tog han från engelskan och segelsymbolen var inspirerad från en Skotsk vapensköld. Sköldmärket brändes i kölbrädan tillsammans med det nummer som båten fick. Detta JS sköldmärke blev också märket i seglet. Dinghy tog han också från engelskan som betyder jolle. Båten kallas för Jolly Scott. Den första prototypen fick hans hans son testa sent på hösten 1959 men då med ett mindre segel. Sonen Tord Lawner fick året därpå den första båten med nr 1. 1960 började tillverkning för allmänheten i större skala av först Evidens AB i Göteborg för att senare efter företagets konkurs fortsätta hos AV-produkter i  Mölndal . Jolly Scott blev en oerhört populär jolle som var snabb och dess egenskaper i vattnet var mycket goda. Minst 1034 båtar byggdes. Klassens storhets tid var mellan 1962 och 1977. Jolly-Scott har nu 2017 återigen blivit aktuella och de nya båtarna finns i både plast och marinplywood.
Svenska Jolly-Scott förbundet ingår i Svenska Seglarförbundet.
|              | Fakta om Jolly-Scott                                                                        |
| ------------ | ------------------------------------------------------------------------------------------- |
| Längd        | 3,40m                                                                                       |
| Bredd        | 1,25m                                                                                       |
| Ritad av     | Pelle Lawner 1959                                                                           |
| Skrov        | Marinplywood (nya båtar kommer även med plastskrov och marinplywood till tofter och reling) |
| Spant,tofter | Marinplywood                                                                                |
| Segelyta     | 5,0m2                                                                                       |
| Riggtyp      | Gunther rigg (mast,spira,bom)                                                               |